# Faro di Praia da Barra
Il Faro di Praia da Barra, noto anche come Faro di Aveiro (in portoghese: Farol de Aveiro o Farol da Praia da Barra), è un faro attivo situato a Gafanha da Nazaré nel comune di Ílhavo nel distretto portoghese di Aveiro.
Situato sulla costiera di Praia da Barra, al margine meridionale della Ria de Aveiro, è il faro più alto del Portogallo, con un'altezza di 62 m.